# Калгин, Виталий Николаевич
Вита́лий Николаевич Калги́н (1 мая 1981, Железноводск, Ставропольский край, СССР) — российский журналист, музыкант, писатель и музыкальный критик. Автор первой книги о российских рок-музыкантах в серии «ЖЗЛ». Поклонник группы «Кино», исследователь творчества Виктора Цоя, автор нескольких исследований о музыканте (Евгений Додолев называет Калгина «главным цоеведом страны»). Активный участник public talk и open-air встреч посвященных творчеству группы «Кино».

## Биография

### Ранние годы
Родился в 1981 году в городе Железноводске в семье военнослужащих. Второй ребёнок в семье. Имеет старшую сестру — Калгину Светлану Николаевну (род. 1978). Назван в честь деда — Калгина Виталия Петровича (1925—2001), участника Великой Отечественной войны, кавалера орденов и медалей. Творчеством группы «Кино» увлекся в 1988 году. Живёт в городе Чебоксары. Женат, имеет дочь.
Согласно официальной информации размещенной в сети — многочисленные близкие предки Виталия принимали активное участие в Великой Отечественной войне, отмечены высокими правительственными наградами
Получил юридическое образование в Ставропольском крае, закончив Пятигорский государственный технологический университет — ПГТУ. Годы учёбы: 1998—2004.

### Музыка
12 декабря 1997 года совместно с Александром «Дохлым» Макушкиным (с 2005 года барабанщик калининградской панк-группы «Citramons») создает панк-рок-группу «Архипелаг Гулаг» (в дальнейшем «Mude», «Suicade»), чуть позже — лидер и идеолог движения «Гражданская коррозия русского рока». С 2001 года лидер группы «Акция протеста», из состава Южно-Российского течения Северо-Кавказского рок-н-ролла. Именно Виталий Калгин является автором более десятка панк-манифест песен. которые сегодня можно услышать в исполнении всевозможных уличных музыкантов, в частности — «Я хочу умереть молодым», «Пц гопоте», «Punks not dead», «Выход», «Пьяные» и другие. Песня Калгина — «Выход» — посвящена Екатерине «Танте» Гуцал, с которой Виталий Калгин был в дружеских отношениях.
19 августа 2001 года «Акция Протеста» в компании «Абаддона», «Утилизации отходов», «Отряда Джона в окружении», «Перекрестка» и прочих местных самодеятельных рок-команд выступала на концерте памяти Виктора Цоя и Андрея Панова на сцене Музыкальной Раковины Северо-Кавказской государственной академической филармонии имени В. И. Сафонова. Согласно информации местного фэнзина: 
 «…в тот день „Акция“ реально стала „Акцией Протеста“. Протестом против самой смерти, поскольку группа фактически наглядно показала, что Цой жив».
В период с 2008 по 2010 годы Калгин совместно с гитаристом группы «Камо Грядеши» Евгением Метельковым занимался проектом «ЖиВ», в котором были довольно успешно реализованы некоторые идеи «Акции Протеста» и было записано несколько старых песен, получивших новую жизнь.

### Литературная деятельность
Осенью 2010 года с одобрения музыкантов и близких людей Виктора Цоя занялся подготовкой книги о группе «Кино».
Весной 2012 года Калгин стал автором-составителем текста для юбилейного диджибука «Цой-50», выпущенного ООО «Музыкальное право» (Moroz Records). Чуть позже, летом 2012 года выступил в качестве консультанта документального фильма Наталии Разлоговой и Александра Цоя — «Цой-Кино» (Первый канал, 2012 год).
В ходе работы над проектами Виталий находит аудиозапись акустического концерта Виктора Цоя у Митьков, на котором Цой исполняет «Румбу» и небольшую зарисовку «Молодой пастушок». По просьбе представителей Moroz Records и с разрешения Александра Цоя Калгин передает «Молодого пастушка» на издание, и зарисовка впервые выходит в составе сборника «Легенды русского рока. Виктор Цой. Акустика», доступного для покупки в iTunes.
Начиная с 2015 года в разных московских издательствах выходят биографические исследования Калгина о Цое; по информации журнала GQ «содействие энтузиасту оказали Наталия Разлогова и её муж Евгений Додолев».
В январе 2015 года в малой серии ЖЗЛ (издательство «Молодая Гвардия») вышла первая книга — «Виктор Цой».
В августе 2015 года выходит вторая книга Калгина — «Цой и его „КИНО“», содержащая неизвестные черновики Виктора Цоя, прозу и тексты песен, с пояснениями и историями предшествовавшими их написанию. Презентация книги проходит в Санкт-Петербурге, 15 августа 2015 года, в «Буквоеде» (Невский пр 46). и Арт-Салоне (Невский 24). Чуть позже — 5 сентября 2015 года в Москве, в ходе Московской международной книжной выставки-ярмарки на ВДНХ состоялась официальная презентация книги «ВИКТОР ЦОЙ» серия ЖЗЛ.
В 2016 году были переизданы книга «Виктор Цой» из серии «ЖЗЛ», «Цой и его КИНО», получившая при переиздании новое название — «Виктор Цой. Жизнь и КИНО», и вышла третья — основная — книга биографа Виктора Цоя — «Цой. Последний герой современного мифа» — том в 792-е страницы, изданный московским издательством «Рипол-Классик». Сама книга состоит из нескольких частей. Первая часть книги рассказывает о самом Викторе Цое и о творческой жизни группы. Вторая часть посвящена родным и близким музыканта: матери — Валентине Васильевне Цой, жене Виктора — Марьяне, администраторам Юрию Белишкину и Юрию Айзеншпису, а также последней любви Виктора — Наталии Разлоговой. Третья часть книги рассказывает о смерти Цоя, предшествующих ей событиях в его жизни, и событиях случившихся уже после смерти, а также о записи последнего, «Чёрного альбома». Четвёртая часть книги посвящена фильму «Игла Pemix», установке памятника Цою, и некоторым иным событиям, так или иначе связанными с именем лидера «Кино». Пятая часть содержит в себе большое количество воспоминаний людей, которые так или иначе были знакомы с Цоем и музыкантами группы и уникальный документальный материал — письма поклонников, из сохранённой почты Виктора Цоя.
Официальные презентации книги прошли в Москве и Санкт-Петербурге: 30 марта 2016 года — в Московском Доме Книги на Арбате, 31 марта 2016 года — в Библио Глобусе на Мясницкой. В Санкт-Петербурге — 2 апреля 2016 года в «Буквоеде», Невский 46.
«Независимая газета» отметила «особенность фанатского подхода» в работе над данным изданием, а сын создателя группы «Кино» Александр Цой признался, что читал книгу Калгина «взахлёб».
Помимо этого книгу по достоинству оценили музыканты группы «Кино», Марина Тихомирова, Олег Толмачев (гастрольный директор группы «Кино» 1989—1990 гг.), Инна Николаевна Голубева (мать Марианны Цой), а также известные поклонники «Кино» и коллекционеры рок-материалов — Владимир Митин, Кристина Кретова, Оксана Печкобей, Виталий Фролов, Диана Русова и прочие.
По рассказу матери финалистки проекта «Голос. Дети-3» Ярославы Дегтярёвой, проникновенно исполняющей «Кукушку» — Ярослава заинтересовалась творчеством и личностью Виктора Цоя, и первой книгой, купленной ею в магазине стала книга «Цой. Последний герой современного мифа».
Фрагменты книги «Последний герой современного мифа» легли в основу сценария фильма Кирилла Серебрянникова «Лето» (имя указано в титрах, хотя авторы фильма, по словам Калгина, об этом его не уведомили).
Музыкальный журналист Борис Барабанов, составивший гид по фильму отметил, что литературной основой картины стали воспоминания супруги Майка Науменко Натальи, однако в титрах также указана книга Виталия Калгина. По словам автора, создатели картины опирались на главы, в которых он описал, как общались Михаил Науменко, его супруга Наталья и Виктор Цой.
В 2017 году обнародована ещё одна работа Калгина — «Звезда по имени Виктор Цой», наполненная воспоминаниями о гастрольной жизни группы «Кино», рассказами поклонников бывавших на концертах и воспоминаниями близких людей Виктора Цоя. Данную книгу высоко оценил бывший гастрольный директор группы (1988—1989) Белишкин. Официальная презентация книги состоялась 29 марта 2017 года в Москве. В поддержку книги на презентации выступил Роман Слатин, экс-участник группы «Божья коровка», исполнивший песни группы «Кино», и свои собственные.
1 августа 2017 года в издательстве «АСТ» в свет вышел «Памятный альбом» — 256-и страничный фотоальбом, подготовленный совместными усилиями Виталия Калгина и Виталия Фролова — московского ценителя творчества группы «Кино». Многие фотографии и материалы, вошедшие в издание, были опубликованы впервые.
21 мая 2018 года в издательстве «АСТ» вышел второй памятный фотоальбом «Виктор Цой. Подлинные черновики, песни, рукописи, рисунки» посвященный Виктору Цою, подготовленный Калгиным и Фроловым. Презентация нового альбома состоялась 3 июня 2018 года на Красной площади в Москве, в рамках книжного фестиваля «Красная площадь». В поддержку книги на презентации выступили Олег Толмачев, Юрий Белишкин и Василий Игнатьев (группа «Фильм»). Второй день презентации прошел в книжном магазине «Республика» на Воздвиженке 4/7. По словам людей, имеющих отношение к группе «Кино», а так же по мнениям поклонников и ценителей творчества Виктора Цоя — новый альбом стал самым ценным по количеству представленных уникальных рукописей, и шикарным в оформлении, а набранные золотом буквы «ЦОЙ» на обложке альбома лишний раз доказали и подчеркнули значимость группы «Кино» в истории русского рок-н-ролла.
20 июня 2018 года презентация памятного фотоальбома «Виктор Цой. Подлинные черновики, песни, рукописи, рисунки» прошла в Санкт-Петербурге в магазине «Буквоед» (Владимирский проспект 23), а 22-23 июня 2018 года Виталий Калгин совместно с лидером группы «Фильм» Василием Игнатьевым представил новый фотоальбом на рок-фестивале «КИНОПРОБЫ» в Окуловке.
В марте 2019 года издательство «АСТ» с помощью Виталия Калгина подготовило и осуществило выпуск книги-сборника «Группа крови», которая вышла в серии «поэзия легенд». В книге собраны все основные тексты песен Виктора Цоя, а также его совершенно неизвестные произведения, включая черновики и наброски последних песен, написанных в Латвии в августе 1990 года.
25 июля 2019 года в Санкт-Петербурге, в магазине «Буквоед» прошла презентация обновленной версии книги «Цой. Последний герой современного мифа», в поддержку которой был осуществлен показ тизера документального фильма Николая Рогожина и Алены Егориной — «Цой-2020».
С осени 2019 года Виталий Калгин является ведущим крупнейшего авторского канала, посвященного группе «Кино» на платформе Яндекс-Дзен.
Весной 2020 года Виталий Калгин принял участие в подготовке и выпуске двух документальных проектов: в фильме Алены Егориной и Николая Рогожина — «Цой-2020», и в фильме «Высокая в небе звезда» (Первый канал). 22 июня 2020 года издательство «АСТ» представило новую книгу Калгина — «Виктор Цой. Последний год. 30 лет без Последнего героя». Книга представляет результат поиска Калгиным информации касающейся последнего года жизни лидера «Кино», включая: поездки в США и Париж, последний гастрольный тур, рассказ о латвийском времяпровождении Цоя, а так же о обстоятельствах его трагической гибели 15 августа 1990 года. По свидетельствам поклонников «Кино» данная книга наполнена огромным количеством интервью людей имеющих отношение к заявленной теме, и на сегодняшний день, наиболее качественно и достоверно передает информацию касающуюся аварии и дает четкое понимание обстоятельств гибели певца.
В конце 2020 года издательство «АСТ» выпустило еще один памятный альбом — «Виктор Цой и группа „КИНО“. Настоящая история группы. Полное собрание цветных фотографий», к созданию которого так же приложили руки Виталий Калгин и Виталий Фролов. Разумеется, сборник далеко не полный, название книги явилось маркетинговым ходом издательства, однако впервые в одном издании в таком объеме опубликованы фотографии группы в цвете, а также рисунки Виктора Цоя.
В 2022 году по просьбе Александра Кармаева, Агнии Стерлиговой и бюро Planet9 Виталий Калгин выступил главным консультантом уникальной выставки-байопика «Виктор Цой. Путь Героя», с успехом прошедшей с 15 января по 10 июля 2022 года в московском Манеже.
8 июля 2022 года в Москве, в издательстве «АСТ» вышла книга «Виктор Цой. Своими словами. Книга интервью 1983—1990», в которой Виталий Калгин выступил автором-составителем. Текст представляет собой собрание интервью лидера «КИНО», данных им в разные годы советским и западным СМИ в период с 1983 по 1990 год.
23 июня 2023 года издательство «АСТ» представило новую книгу Виталия Калгина — «Привет, Цой!», которая представляет собой публикацию оригинальных писем, написанных поклонниками лидеру группы «КИНО» Виктору Цою в период с 1987 по 1990 годы. В книгу вошел материал из архива Наталии Разлоговой, и других частных лиц. Книга была с успехом презентована 12 августа 2023 года в Московском Доме книги (Новый Арбат, 8), а 14 августа 2023 года презентация книги прошла в Санкт-Петербурге, в «Буквоеде» (Невский,46). Книга была с восторгом принята читателями, которые в своих многочисленных отзывах сразу же назвали новую работу Калгина «машиной времени».
27 апреля 2024 года в Москве, в издательстве «АСТ» вышел очередной памятный фотоальбом «Виктор Цой. История легенды», подготовленный Калгиным, Фроловым, и прочими коллекционерами и архивариусами. Первая презентация нового фотоальбома прошла 12 июня 2024 года в Кирове, в рамках «Тринадцатого книжного фестиваля в Герценке». 15 августа 2024 года презентация альбома прошла в зале искусств Дома книги в Санкт-Петербурге (Невский проспект, 28).
В 2024 году году по просьбе Александра Кармаева, Агнии Стерлиговой и бюро Planet9 Виталий Калгин выступил главным консультантом уникальной выставки-байопика «Виктор Цой. Легенда», открывшейся 12 октября 2024 года на пространстве СевкабельПорта, в Санкт-Петербурге.

## Оценки
Олег Толмачёв:
Это, действительно, биографические произведения. Книги написаны в лучших традициях этого нелёгкого жанра: интересно, гармонично, а самое главное — правдиво. Я был удивлен, насколько просто и правдоподобно они сложены… Калгин, проделав такую колоссальную работу, описал всё предельно объективно, без всяких прикрас и вымыслов.

Оксана Печкобей:
Труд — грандиозный. Виталик молодец. Да, есть недоработки, но в целом он оставил свой след на земле. Я, как и большинство, читала книгу с удовольствием. Мне было интересно. И я могу представить, как было интересно тем, кто не имел раньше информации о многих фактах…